# ESO 179-13
ESO 179-13 هو اصطدام مجري، يقع في كوكبة المجمرة.

## روابط خارجية
- ESO 179-13 على موقع ويكي سكاي: DSS2, SDSS, GALEX, IRAS, Hydrogen α, X-Ray, Astrophoto, Sky Map, Articles and images